# Reformkatolicisme
Reformkatolicisme eller modernismen inden for katolicismen er en liberaliserende bevægelse, der opstod inden for den romersk-katatolske kirke i slutningen af 1800-tallet som modstød mod den reaktionære ultramontanisme.
Bevægelsen blev ført frem i forskellige lande og af indbyrdes ret forskellige teologer. Den har derfor ikke det samme præg alle vegne, men er fremkaldt ved det tryk, som pavevælde, tilbagevenden til middelalderlig skolastisk tankegang og fordømmelse af moderne kulturidealer havde lagt på kirken under Pius IX. Modernismen ville hverken omstøde pavedømmet eller kirkens dogmer, ville ikke indlede en ny reformation eller føre kirken over i protestantiske lejre, men den krævede en kirkelig nyorientering med opgivelse af den kirkelige tvang og diktatur på det religiøse område.
Modernismen krævede hensyntagen til den personlige religiøse overbevisning, lempelse inden for den trenge hierarkiske ordning og en reform af
det videnskabelige studium ved indførelsen af historisk-kritisk metode både i studiet af Bibelen, dogmatikken og kirkehistorien. I Leo XIII mente modernismen at have fundet en pave, der indvarslede en ny tid, navnlig da han åbnede Vatikanets hidtil ængsteligt bevogtede arkiv for den frie forsknings mænd.

## Amerika
I Amerika satte modernismen sine første frugter. Isaac Thomas Hecker (1819-88) grundlagde en ny orden af missionspræster, Paulisterne, som i modsætning til de ældre ordeners mere passive dyder, ubetinget lydighed og ydmyghed, fremhævede betydningen af åndelig frihed og selvstændighed og af handlekraft. Hecker mente at de latinske folkeslags indsats i den romersk-katatolske kirke i det væsentlige var afsluttet med Vatikanerkoncilet, og at de nordiske folkeslags tur nu var kommet, til
virkeliggørelse af deres idealer. Hans tanker vandt begejstret tilslutning, selv hos kardinal James Gibbons (1834-1921) og ærkebiskop John Ireland (1838-1918), men "amerikanismen", som bevægelsen kaldtes, vakte jesuitternes alvorlige harme, og Leo XIII udtrykte i et brev til Gibbons sin misbilligelse af "amerikanismen", men dog på en ret forsigtig måde.

## Tyskland
Påvirket af Hecker rejste Hermann Schell (1850-1906) modernismens sag i Tyskland i de begejstrede skrifter Der Katholizismus als Prinzip des Fortschritts (1897), og Die neue Zeit und der alte Glaube (1898), som kræver reformer både i studier og i kirkeorden,
men navnlig anerkendelse af den personlige overbevisning. Men også herimod rejste jesuitterne og deres venner sig og fik paven til at sætte Schells bøger på Index librorum prohibitorum. Schell underkastede sig, dog uden at opgive sin overbevisning. Andre tog hans tanker op og førte modernismen videre i Tyskland, således Joseph Müller – der i Der Reformkatholizismus, die Religion der Zukunft (1899)
og i tidsskriftet Renaissance (1901-07) skarpt angreb den blinde tillid til skolastikken – Albert Ehrhard (1862-1940), Franz Xaver Kraus (1840-1901) og Joseph Schnitzer (1859-1939).

## Frankrig
I Frankrig tog modernismen sit udspring på Institut catholique i Paris, hvor Louis Duchesne og Alfred Loisy samlede unge teologer om sig og lærte dem den historisk-kritiske metode, også i studiet af Bibelen. Leo XIII søgte i sin encyklika Providentissimus Deus (1893) at slå al bibelkritik ned, men bevægelsen bredte sig i Frankrig, og paven måtte nedsætte en særlig kommission til overvejelse af det vanskelige bibelkritiske spørgsmål. Fra anden side i Frankrig rejste sig en filosofisk-apologetisk modernisme, påvirket af Kant og Comte, som paven også efter evne søgte at bremse.

## Italien
I Italien slugte man Alfred Loisys (1857-1940) skrifter, og en række dygtige mænd blev modernismens talsmænd, således Giovanni Semeria (1867-1929/1931?), digteren Antonio Fogazzaro (1842-1911) og navnlig Romolo Murri (1870-1944), som samlede ikke blot teologer, men arbejdere om sig og skabte en kristelig demokratisk bevægelse. Også i Frankrig rejste der sig en tilsvarende social, kristelig-demokratisk bevægelse, hvis organ var Sillon, grundlagt af modernisten Marc Sangnier. Mod disse demokratiske og sociale bevægelser rettede Leo XIII sin encyklika Rerum novarum (1891), der søgte at opstille et officielt socialt program for kirkens mænd.

## England
I England var kardinal Newman (1801-1890) påvirket af modernismens tanker, men modernismens fører her blev hans discipel irlænderen George Tyrrell (1861-1909), der gled over fra et intellektualistisk, skolastisk standpunkt til en mystisk, udpræget personlig,
religiøs inderlighed. Han blev angrebet af kardinal Mercier (1851-1926), men besvarede angrebet med sit for modernismen næsten klassiske værk Medievalism (1908).
Trods sin bestemte modstand mod modernismen havde Leo XIII dog vist forståelse for de motiver, som lå bag ved modernismen; men hans efterfølger, Pius X, savnede ganske betingelserne for at forstå, hvad modernismen ville, og opfattede den som et farligt moderne kætteri, der hensynsløst skulle slås ned. Det gjorde han da også efter evne. Straks i sin første encyklika 1903 advarede han i voldsomme ord mod modernismen, fem af Loisys bøger kom på Index over forbudte bøger, Murri og hans kristelige demokrati blev fordømt, og snart udsendte han en særlig encyklika Pascendi (1907) mod hele modernismen, som uden videre blev erklæret for udslag af menneskeligt hovmod; foran Pascendi gik en Syllabus Lamentabili, der fordømte 65 modernistiske sætninger.
Modernisterne svarede skarpt og underkastede Pascendi en sønderlemmende kritik, hvorpå paven ekskommunicerede Tyrrell, Schnitzer, Loisy, Murri og flere andre. Kampen var voldsom: og skar dybt ind i den romersk-katatolske kirkes indre liv. Til sidst greb Pius X 1910 til det virkningsfulde middel at kræve en såkaldt "modernisted", eller måske bedre "antimodernisted", som var gyldig indtil 1967. I håndskrivelsen Sacrorum Antistitum forlangte han uden videre, at alle teologer, præster, professorer og så videre, hvert år skulle aflægge ed på kirkelæren, derunder Pascendi og Lamentabili. Dette skridt fremkaldte en uhyre bevægelse, og paven blev nødt til at lempe kravet
noget for universitetslærernes vedkommende, men han opnåede virkelig, at så godt som alle katolske teologer, også universitetslærere, aflagde
eden og derved begik, som en modernist sagde, "videnskabeligt selvmord". Udvendigt syntes det, som paven havde sejret, men modernismen forsvandt ikke helt. Den gik over til at blive latent, og dens åndelige betydning var langt større, end man efter det ydre kunde tro.